# Gnophos maugrabinearia
Gnophos maugrabinearia är en fjärilsart som beskrevs av Charles Oberthür 1913. Gnophos maugrabinearia ingår i släktet Gnophos och familjen mätare. Inga underarter finns listade i Catalogue of Life.